# يونغ ستريت
يونغ ستريت (بالإنجليزية: Yonge Street)‏ شارع يعد من الشرايين الرئيسية في مدينة تورنتو بمقاطعة أونتاريو الكندية وضواحيها الشمالية. كان مدرجا سابقا في موسوعة غينيس للأرقام القياسية بوصفه أطول شارع في العالم، وهو معلم وطني وتاريخي.
يعد هذا الشارع أساسيًا في تخطيط وتصميم تورنتو ومنطقتها، والتي تشكل أساس الطرق الخدمية ((بالإنجليزية: Concession Roads)‏) التي كانت تشق لاستيطان المناطق الجديدة وتوزيع الأراضي في أونتاريو ومناطق أخرى كانت تابعة للنفوذ الإنكليزي. وشارع يونغ هو أيضا موقع أول خط لمترو الأنفاق في كندا، وهو بمثابة الخط الفاصل بين الأقسام الشرقية والغربية في شوارع وطرق تورنتو ومنطقة يورك.
يحوي الشارع أو يمر بالقرب من الكثير من عوامل الجذب في تورنتو، بما فيها عروض مسرحية في الشوارع ودور المسرح، ومركز ايتون ((بالإنجليزية: Eaton Centre)‏) ، و ساحة يونغ-دونداس (بالإنجليزية: Yonge-Dundas Square)‏، و مركز تاريخ الهوكي (بالإنجليزية: Hockey Hall of Fame)‏.